# 小行星2414
小行星2414（2414 Vibeke）是一颗围绕太阳公转的小行星。1931年10月18日，卡爾·威廉·萊茵姆特在海德堡发现了此天体。
該小行星以L·K·克里斯滕森（L. K. Kristensen）的女兒維貝克·克里斯滕森（Vibeke Kristensen）命名。
这颗小行星的绝对星等为48.09082等。